# 铬酸铬
铬酸铬是一种无机化合物，化学式为Cr2(CrO4)3，是Cr3+的铬酸盐。

## 化学性质
铬酸铬在200℃之前都是稳定的。350℃时开始分解，产物有重铬酸铬、三氧化二铬和氧气：
2 Cr2(CrO4)3 → Cr2(Cr2O7)2 + 2 Cr2O3 + 2 O2↑
它也可以被氢气还原为Cr2O3。